# Leucade (district régional)
Pour les articles homonymes, voir Leucade (homonymie).
Le district régional de Leucade (en grec : Περιφερειακή ενότητα Λευκάδας) est un district régional de la périphérie des îles Ioniennes. Son chef-lieu est la ville de Leucade. Il comprend les îles de Leucade, Méganisi, Kalamos, Kastós et quelques autres îlots de la mer Ionienne comme Kythros, Petalou et Thilia.

## Administration
Dans le cadre de la réforme gouvernementale de 2011, le Programme Kallikratis, le district régional de Leucade est créé sur le territoire de l'ancien nome de Leucade. Il comprend 2 municipalités qui sont (numérotées selon la carte) :

district régional de Leucade

- Leucade (1)
- Méganisi (2)